# Kamp Holland (film)
Kamp Holland is een Nederlandse film uit 2016, die is gemaakt in het kader van de serie Telefilm in opdracht van de EO en werd geproduceerd door KeyFilm, met steun van het CoBo Fonds. De film werd geregisseerd en geschreven door Boris Paval Conen, naar een idee van Geert Lageveen en Leopold Witte. Kamp Holland werd in de Verenigde Staten op dvd uitgebracht onder de titel A Good Kill.

## Verhaal
Het verhaal speelt zich af in december 2008 in Uruzgan, als er een aanslag plaatsvindt op een Nederlands Konvooi door een bermbom schiet korporaal Postma zonder toestemming op een verdachte Afghaan. Al snel volgt er een officieel onderzoek van het incident, waarbij in eerste instantie werd gedacht dat er goed werd gehandeld. Wanneer aan het licht komt dat Postma onzorgvuldig heeft gehandeld en de Afghaan een fotograaf blijk te zijn, neemt sergeant Mulder hem in bescherming tot ergernis van de andere soldaten van zijn team.

## Rolverdeling
| Acteur                          | Personage              |
| ------------------------------- | ---------------------- |
| Matthijs van de Sande Bakhuyzen | Dylan Postma           |
| Lourens van den Akker           | Sergeant Mulder        |
| Yannick van de Velde            | Tim van Dongen         |
| Carolien Spoor                  | Frederique Hofman      |
| Alin Wishka                     | Arash                  |
| Jochum ten Haaf                 | KMAR #1                |
| Huub Smit                       | KMAR #2                |
| Hajo Bruins                     | Commandant             |
| Majd Mardo                      | Samir 'Gummy' Marcouch |
| Bart Harder                     | Douwe Maas             |
| David van den Tempel            | Steven Bout            |

## Prijzen en nominaties
| Jaar | Prijs               | Categorie  | Genomineerde(n)                                  | Uitslag     |
| ---- | ------------------- | ---------- | ------------------------------------------------ | ----------- |
| 2016 | Zilveren Notekraker | Televisie  | Matthijs van de Sande Bakhuyzen                  | Gewonnen    |
| 2017 | Rose d’Or           | Beste film | Boris Paval Conen, KeyFilm & Evangelische Omroep | Genomineerd |